# FASIT
FASIT (Financial asset securitization investment trust) とは、1996年にアメリカ合衆国で導入された課税上特殊な取り扱いを受ける事業体の一種である。「金融資産証券化投資信託」などと訳すことができる。
FASITは、一般法人（アメリカ合衆国の内国歳入法典におけるC法人）が単独出資により株式会社、トラスト、パートナーシップの形態で一定要件を満たす事業体を組成したのちに当局の認可を受けたもので、そのものは（法人）所得税の納税義務を免除されるという点に最大の特徴がある（内国歳入法860H(a)）。

## 導入の背景
従来の税制（特に米国の場合）では、信託投資の場合には委託者段階でのみ課税されるのに対し、法人投資の場合は利益を獲得した法人と配当を受ける投資家の両方の段階で課税されるという二重課税の問題が発生していた。この二重課税の問題は、魅力的な（すなわち利回りのよい）投資商品を開発する上で障害となるとの指摘があった。そこで1996年にアメリカ合衆国の内国歳入法典において、第860H条から第860L条が新設され、FASITに関する規定が整備された。
FASITのようなスキームを利用すると、法人の得た利益のうち投資家へ支払う配当部分を利子として損金処理することができるため、課税対象となるのは配当を差し引いたFASITの所有者が得る利益部分のみとなり、二重課税の問題を回避でき、ひいては投資利回りを向上させることができるというメリットがある。
なお、所得課税の歴史の視点から見ると、FASITなどの特殊な事業体の登場は、事業体をその私法上の人格に着目して法人、株主のどの段階で課税を行うのか取り扱いを定めてきた伝統的な考え方が一部修正されつつあり、一定の要件を満たせばいわゆる「透明な存在」として取り扱われる事業体すら許容されるようになりつつある表れとして捉えることもできる。

## 仕組みの概要
組成されたFASITは、投資家に対して、住宅、自動車、クレジットなどのローン債権を担保とする証券を販売し、投資家には利子を支払う。また、ポートフォリオで得られた利益から投資家への支払利子を控除した残額はFASITの所有者に対してパススルーする。

## 関連事項
FASITに類似する仕組みとしてREMIC (Real Estate Mortgage Investment Conduits, 不動産抵当共同信託) などがある。特に住宅ローン担保債権の証券化の分野ではREMICよりもFASITのほうがより使い勝手がよいといわれる。